# 電車GO!系列
電車GO!（又译作）為电子遊戲公司太東（TAITO）所製作的列車營運與駕駛遊戲系列，1996年於街機發表首個作品。

## 介紹
在本遊戲中，玩家必須以遊戲預先設定的時間表駕駛日本列車，並停在指定的位置。另外，列車的加減速性能、速度限制、天氣變化等都是本遊戲的要素。而且遊戲採用的規則、景觀、運行機制都是從實際情況修改而成。
2004年5月27日發售的「電車GO！Final」原本定位為本系列於家用平台發售的最後一套作品。根據發行商TAITO表示，不再發行的原因為在原有的系統（PlayStation 2）已很難的加以「進化」。然而隨著任天堂Wii的發售，TAITO於2007年3月1日在Wii上發售「電車GO！ 新幹線EX 山陽新幹線篇」，新增KID模式（針對孩童玩家開發之簡易模式）以及2006年山陽新幹線時刻表對應等，與先前於PS2平台上發售之「電車GO！山陽新幹線篇」有明顯差異。
而針對日本行動電話平台及掌機平台的電車GO！系列則繼續開發，掌機平台方面，至2006年為止已在PSP平台上發售四款由「電車GO！Final」移植而成的「電車GO！Pocket」。
在2010年7月22日，Square-Enix 推出NDS版電車go-，是為紀念山手線命名100週年而推出。

## 規則
除了山陽新幹線、旅情篇、Pocket及Final使用特別的計算方法外，遊戲開始選擇路線後，玩者會持有一定秒數（秒數視乎玩者所選的難度而定），當玩者所有持有的秒數減至0的時候，遊戲亦告完結。遊戲目標為在持有的秒數減至0之前，完成該條路線。

### 標誌／信號
- 關門告知燈/車內信號（知らせ灯）

列車關門後，此燈會亮起，列車方可開動。當此燈未亮起時開動列車，會減去玩家的秒數。
- 燈號

遊戲分別有6種燈號，詳列如下：
| 顏色                  | 名稱     | 意義 |
| --------------------- | -------- | --- |
| ●●                    | 高速進行 | 只在北越急行北北線中出現，速度達130km/h或以上（只適用681系、681系2000番台），但是电车GOPRO一代中要求为100KM/H                                    |
| ●                     | 進行     | 無速度限制，同時解除上一個閉塞區間的燈號速限 |
| ●（一黃一綠同時亮起） | 減速     | 在到達該信號前，需將速度限制在65km/h或以下，有可能出現在發車或特定區間，柴聯車則無此信號（部分版本為70km/h或60km/h）                             |
| ●                     | 注意     | 在到達該信號前，需將速度限制在45km/h或以下，有可能出現在發車或特定區間（部分版本為50km/h、40km/h或15km/h，15km/h只在Professional 2鶴見線中出現） |
| ●●                    | 警戒     | 在到達該信號前，需將速度限制在25km/h或以下，有可能出現在發車或特定區間，柴聯車則無此信號                                                         |
| ●                     | 停止     | 在到達該信號前，需要立即停車 |
當玩者忽略燈號時，ATS會自動啟動（標準規格的新幹線和電車GO!Professional版本中的山手線和京濱東北線和電車GO!Final版本中的山手線例外），另減去玩家的秒數（標準規格的新幹線和電車GO!Professional版本中的山手線和京濱東北線和電車GO!Final版本中的山手線无此惩罚）。
- 限速標誌

它設在一些危險之處，玩者必須以低過其所標示的速度駛過，並保持不超過該速度直至下一個限速標誌或速度限制解除標誌。超過時減去玩者的秒數，但ATS不啟動。
- 緊急停止號誌

在平交道事故發生時顯示。這時必須將氣軔操作至非常（紧急停车）位置，使車輛在平交道前停止，即可獲得分數。若和車輛發生碰撞時則扣秒數。
- 速度限制標誌

在通過時可能有危險的路段設置（車站內、彎道及轉轍器等）。一旦超過速限會扣點數（5-20秒不等），但不會啟動ATS。2代以後會有預告的閃爍顯示。
- 警笛標誌

它設在一些危險之處（隧道口、橋樑、平交道等），玩者必須於它出现的时候鳴笛，否則減去玩者的秒數。正方形黃底（部分版本为白底）黑色叉叉。
- 勾配標誌

代表鐵路上斜以及落斜，玩者須調節列車的加減速度。
- Section標誌（2代以後，柴油車除外）

預告、開始、完結一組的標誌，玩者可以以惰性行走通過開始至完結一段以獲得獎賞加點。這實際為電氣化鐵路上的中性區。（類似台鐵的預、切、復）

### 主要懲罰
- 晚点／早点（ダイヤ遅れ／早着）

當玩者駕駛列車停站或通過車站，若停站／通過時間比時刻表遲之時，則以1:1或1:2（視乎該路線難度）換算減去玩家持有的秒數。(FINAL版會扣減乘客滿意分)
除了Professional 2版本以外，若玩家驾驶列车提前到达车站没有懲罰，但是極有可能在兩站之間的閉塞區間被行車處罰（高機率出現減速或停车的信號），如果玩家選擇的路線是快車的路線，這是非常不利的情形；在Professional 2中則會因列車早到而減去玩者秒數。
- 停车位置错误（オーバーラン）

當玩者駕駛列車停站，若停站位置超過合格範圍時，則減去玩者秒數。
- 緊急制动/使用緊急制动停站（急制動／非常制動停車）

除緊急停止信號出現外，當列車速度超過20km/h，而又使用「非常」刹掣時，減去玩者秒數。
當列車於車站范围内時，除非列车已经完全停止，否则使用「非常」刹掣停車時，減去玩者秒數。
- 进站时超速（駅進入速度超過）

進入車站時超過規定的速度時，在運轉評價中會扣點數。僅在1代出現。
- 車站內加速（駅構内再加速）

當玩者駕駛列車停站过程中，若於車站範圍内加速，減去玩者秒數。（Professional 2版本中无此惩罚。）
- 車門關妥燈未注意（無視知らせ灯）

當知らせ灯未亮起就開動列車時，減去玩者秒數。（Professional 2版本中无此惩罚。）
- 無視標誌（警笛標識無視／速度制限標識無視）

當經過警笛標誌沒有鳴笛（警笛標識無視）或超過限速標誌之速度時（速度制限標識無視），減去玩者秒數。
- 警笛過多

當玩者频繁鳴笛時，減去玩者秒數。（2代、Professional 1版本中无此惩罚。）
- 冒进信号（信号無視）

當列車速度超過燈號所限時，減去玩者秒數。
- 長時間停車

當玩者駕駛列車停站，若停車時間過久時，減去玩者秒數。
- 中性区內停止（セクション内停止）

當列車於section範圍內停車時，減去玩者秒數。
- 平交道事故（踏切事故回避失敗）

有車輛闖入平交道內造成碰撞，減去玩者秒數。

### 獎勵
- 对齐停车线

當列車停站而停止位置與標準線相差50cm時給予的獎勵。時間誤差於兩秒內給予「Great!」，其他情形給予「Good!」。另停在標準線上（即0cm）則給予「EXCELLENT!!」。各情形遊戲會給予玩者秒數，而秒數數目視乎給予的評價。
- 适当鸣笛（隠し警笛）

於一些特定的地方鳴響警笛，遊戲會給予玩者秒數，ex:進入橋樑區、進入隧道、進入養護工作區域，月台上發現有人越線，旅情篇通過平交道。
- 正点到站

以時刻表的時間通過或到达車站，遊戲會給予玩者秒數。另連續成功，給予的秒數亦會增加。
- 通過中性區（セクション通過）

电联车以无动力状态成功通過中性區。若玩家驾驶的是柴油车/气动车则无此奖励。

## 系列作品

### 電車GO!
- 收錄路線：

山陰本線——龜岡—京都（舊線）
使用車輛：Kiha 58系列車
京濱東北線——品川—橫濱
使用車輛：209系列車
東海道本線（俗稱JR京都線一段）——京都—大阪
使用車輛：221系列車
山手線——澀谷—東京
使用車輛：205系列車

#### 電車GO!EX
此作是TAKARA在1998年10月1日於世嘉土星上發售的PlayStation移植版本。內容基本上與Play Station版本一樣。而此版本增加了於下雪運行的「Snow模式」，於此模式下駕駛的列車的制動性能會大幅度降低；以及各路線的「EX模式」。
此外此版本下之山陰本線增加了Play Station版本沒有的嵯峨嵐山～丹波口的路段。但是此作由於把多邊形處理度大幅度降低，以及有貼圖錯誤等等問題（例如車頭貼圖會反轉等），故此作普遍評價並不高。

### 電車GO!2高速編
- 收錄路線

秋田新幹線——秋田—、盛岡—
使用車輛：E3系、200系
北越急行北北線——直江津—浦川原（初級路線）／直江津—六日町
使用車輛：HK100形、681系2000番台
京濱東北線——品川—上野
使用車輛：209系
- 於PlayStation版本新增以下路線

大阪環狀線——大阪—天王寺內回線
使用車輛：103系、223系0番台「關空快速」
鹿兒島本線——博多—小倉
使用車輛：883系、813系（折尾—小倉路段）

#### 電車GO!2高速編3000番台
- 收錄路線

從電車GO!2高速編（街機版）已有的路線再新增以下路線：
秋田新幹線——大—盛岡、秋田—新花
使用車輛：E3系、E2系、200系
奧羽本線——秋田—大
使用車輛：701系
田澤湖線——田澤湖—盛岡
使用車輛：701系5000番台
京濱東北線——橫濱—品川、橫濱—上野
使用車輛：209系
東海道本線（俗稱JR神戶線一段）——大阪—神戶
使用車輛：201系、207系、221系、223系
山手線（外回線）——東京—新宿
使用車輛：205系
另外，遊戲亦新增2段485系、485系3000番台於北越急行北北線的時刻。

#### 電車GO!64
本作是以電車GO!2 3000番台為藍本，於任天堂64發售之版本。此作的特點是新增一個名為VRS（音聲辨識系統）的系統，在遊玩時的特定地點（例如列車出發時或是看到訊號燈時）發出對應的聲音（「出發進行」、「注意」等）時會有獎勵秒數。路線方面，完成一定程度的路線時刻之後就會出現東北新幹線的單獨時刻（盛岡—新花，200系、E2系、E3系）。此外北越急行北北線的「白鷹（はくたか）」列車的難易度亦有所更改，及於「小町」大—盛岡段中盛岡站達成0米停車時可以遊玩連結列車的獎勵遊戲。

### 電車GO!3通勤編
- 收錄路線

篠栗線——篠栗—博多
使用車輛：KiHa66系、KiHa58系、KiHa200系
鹿兒島本線
二日市—博多
使用車輛：811系、813系
鳥栖→博多
使用車輛：787系、KiHa72系
山陽本線——神戶—西明石
使用車輛：201系、205系、207系、221系A編成、223系W編成
山陰本線——龜岡—京都
使用車輛：Kiha58系（キハ58系）
中央線——新宿—東京
使用車輛：201系
總武線——新宿—御茶之水—秋葉原
使用車輛：201系、205系、209系500番台

#### 電車GO!3通勤編 時刻表改正
- 遊戲原名：電車でGO!3 通勤編 ダイヤ改正

本遊戲是針對街機版本的問題作出改良、修正，沒有新增任何路線。而在Windows平台上只發售了此版本。

### 電車GO!名古屋鐵道編
- 收錄路線（站名和列車種類為發售當時的名稱。現今美濃町線、特急「北阿爾卑斯」及「單軌列車線」已經廢止）

名古屋本線
特急：新名古屋—新岐阜（部分特別車）、1000系・1200系
急行：新名古屋—須口、3700系
普通：須口—新岐阜、6000系
高速：新名古屋—新岐阜、3400系（「高速」已在1990年與急行統合，為名古屋鐵道特有的一種列車種類）
犬山線
特急：新名古屋—新鵜沼（全車指定席車）、1000系、1600系
特急：新名古屋—犬山（特急北阿爾卑斯）、KiHa8000系、KiHa8500系（2001年9月30日廢止。KiHa8000系賣出時已經報廢）
急行：新名古屋—岩倉、7000系
普通：西春—柏森、100系
美濃町線（2005年4月1日廢止）
普通：日野橋—新岐阜、Mo880形（モ880形）
猴子公園單軌電車線（2008年12月27日廢止）
普通：犬山遊園—動物園、MRM100形

### 電車GO!Professional
- 遊戲原名：電車でGO!プロフェッショナル仕樣
- 收錄路線

秋田、東北新幹線——秋田—大—盛岡—新花
使用車輛：
E3系「小町（こまち）」、701系、701系5000番台、485系「特急駒草（こまくさ）」、KiHa110系300番台（秋田—盛岡部分）
200系、E1系、E2系、E3系、E4系（盛岡—新花部分）
北越急行北北線——直江津—十日町—六日町—越後湯澤
使用車輛：HK100、115系、181系「朱鷺12號」、485系「白鷹」、485系3000番台「白鷹」、583系、681系「白鷹」、681系2000番台「白鷹」
山手線——澀谷—東京—上野（東京—上野部分使用京濱東北線路軌）
使用車輛：103系、205系
京濱東北線北行——品川—上野
使用車輛：103系、209系
京濱東北線南行——品川—橫濱
使用車輛：103系、209系
東海道本線品川—川崎—橫濱
使用車輛：113系、151系「第一木靈（こだま）」（增加京都—大阪段）、185系「踴子（踴り子）111號」、211系、215系快速「ACTY（アクティー）」、251系「SuperView踴子（スーパービュー踊り子）1號」
JR嵯峨野線（山陰本線）——龜岡—京都
使用車輛：DD51+舊型客車、DD51+12系客車、KiHa181系、KiHa40系、KiHa58系「急行丹後」、KiHa181系「朝潮（あさしお）」、KiHa40系+58系
JR京都線（東海道本線）——京都—大阪
使用車輛：
201系、205系、207系、113系5000番台、117系、221系、223系2000番台、
485系「雷鳥」、485系3000番台「雷鳥」、681系「雷鳥（Thunder Bird）」、583系、
485系「超級雷鳥」、485系「白鳥」、KiHa58系「急行高山」
大阪環狀線——大阪—天王寺
使用車輛：103系、103系「區間快速」、221系「大和路快速」、223系、223系0番台「關空快速」「關空特快」、381系
鹿兒島本線——博多—折尾—小倉
使用車輛：415系、485系「日輪」、715系、787系「日輪喜凱亞」、811系、813系、883系「音速」、ED76寢台特急「隼」、Kiha40系

### 電車GO!山陽新幹線編
- 遊戲原名：電車でGO!新幹線　山陽新幹線編
- 收錄路線

山陽新幹線
新大阪—博多
博多南線
博多總合車輛所—博多南—博多
- 使用車輛：

0系（N/Q/R/WR編成）、100系（G／K／P／V編成）、300系（F編成）、500系、700系（E編成，Railstar）

#### 電車GO! 新幹線EX 山陽新幹線編
本作以2001年發售之PS2版為藍本，更新為2006年所使用的時刻，列車方面增加了700系B編成以及亮綠（Flash Green）塗裝的0系和100系，而可遊玩路線並沒有作出變更。此外遊戲亦增加了兒童模式（キッズモード,Kids Mode），以Wii遙控器移動作為加減速，或找尋於路程中出現的各種圖案。

### 電車GO!旅情編
- 收錄路線

伊予鐵道——
松山站前線（松山站前—道後溫泉）、本町線（本町六丁目—道後溫泉）、
市站線（市站前—道後溫泉）、環狀線（松山站前—本町六丁目—上一萬—市站前—松山站前）
使用車輛： MoHa50形54、MoHa50形56、MoHa50形70、MoHa50形1002、MoHa2000形2005、少爺列車
江之島電鐵——藤澤—江之島—鎌倉
使用車輛：DeHa300形、DeHa500形、DeHa1000形、DeHa2000形、DeHa10形、108號列車
京福電氣鐵道——嵐山本線（四條大宮—嵐山）、北野線（帷子之辻—北野白梅町）
使用車輛：
MoBo101形103、MoBo101形105、MoBo301形301、MoBo501形501、
MoBo501形502、MoBo611形611、MoBo621形621、MoBo631形631、
MoBo2001形2001、MoBo21形26、MoBo21形27列車
函館市交通局——湯之川—十字街—函館船塢前（5系統）、十字街—谷地頭（2系統）
使用車輛：500形529、710形715、710形724、800形810、1000形1007、3000形3004、8000形8001、8000形8004、30形ハイカラ號列車

### 電車GO!Professional 2
- 遊戲原名：電車でGO!プロフェッショナル2
- 收錄路線（除鶴見線外，括號內為列車所經過路段的正式的路線名稱）

湘南新宿線（東海道本線／山手線／東北本線）——橫濱—西大井—澀谷—新宿—大宮
註：於收錄當時（2002年）東京臨海高速鐵道臨海線並未伸延至大崎、全列車於此站通過
使用車輛：
211系、215系、251系、E217系、E231系列車
鶴見線—— 鶴見—扇町（本線）、鶴見—大川（大川支線）、鶴見—海芝浦（海芝浦支線）
使用車輛：
103系／KuMoHa12形
湖西線（北陸本線／湖西線／東海道本線）——敦賀—近江鹽津—山科—京都—大阪
使用車輛：
113系（L編成）、117系、201系、207系、221系（A編成）、
223系（Ｗ編成）、413系、419系、485系、681系、
683系、KiHa185系、EF81
瀨戶大橋線（宇野線／本四備讚線／予讚線／土讚線）——岡山—宇多津—琴平、岡山—坂出—高松、琴平—坂出—高松
使用車輛：
113系、121系、2000系、N2000系、213系、
6000系、7000系、8000系、KiHa32+KiHa54系、KiHa58系（四國色）、
KiHa181系、KiHa185系
長崎·佐世保線（鹿兒島本線／長崎本線／佐世保線／大村線）——博多—鳥栖—江北—早岐—佐世保／早岐—豪斯登堡
使用車輛：
415系、485系、783系、787系、811系、
813系、817系、KiHa58系、KiHa67系、KiHa72系、
KiHa185系、KiHa200系

### 電車GO!Final
- 收錄路線

山手線—— 內／外圈全線（大崎—上野—新宿—大崎）
使用車輛：103系、205系、E231系
中央線（中央快速線）—— 東京—三鷹—八王子—高尾上下行
使用車輛：115系、183系、201系、253系、E257系、E351系
大阪環狀線——內／外圈全線（大阪—天王寺—京橋—大阪）
使用車輛：103系、221系、223系0番台
東海道本線——京都—高槻—大阪—神戶上下行
使用車輛：
201系、205系、207系、221系、223系、
485系、583系、681系、683系、EF66、
EF81、DC181系